# Goleasca, Argeș
Goleasca este un sat în comuna Recea din județul Argeș, Muntenia, România.